# Agrostis panicea
Agrostis panicea é uma espécie de gramínea do gênero Agrostis, pertencente à família Poaceae.